# Mikis Theodorakis
Mikis Theodorakis (Grieks: Μίκης Θεοδωράκης) (Chios, 29 juli 1925 – Athene, 2 september 2021) was een Grieks componist, dirigent en politicus.

## Oorlog en politiek
Tijdens de Tweede Wereldoorlog was hij actief in het Griekse verzet en werd gevangengenomen en gemarteld. Hij was ook actief tijdens de Griekse Burgeroorlog van 1944 tot 1949.
In 1967 na een staatsgreep kwamen militairen aan de macht in Griekenland en vestigden het bewind dat bekend zou worden als het Griekse kolonelsregime. Theodorakis ging ondergronds en stichtte het "patriottisch front". Met decreet Nr. 13 werd het verboden om de muziek van Theodorakis te spelen en te beluisteren. Hij werd gearresteerd en daarna verbannen. Later werd hij geïnterneerd in een concentratiekamp te Oropos. Dankzij een internationale campagne waarin onder anderen Dmitri Sjostakovitsj, Leonard Bernstein, Arthur Miller en Harry Belafonte actief waren, werd hij in 1970 vrijgelaten, maar uit Griekenland verbannen.
Tijdens zijn verbanning was hij een onvermoeid voorvechter van de strijd tegen het kolonelsregime, hij gaf honderden concerten en werd zo een boegbeeld van het verzet.
Na de val van het kolonelsregime in 1974 kwam hij terug naar Griekenland. Naast zijn muzikale werk ging hij in de politiek. Hij was meermalen lid van het Griekse parlement en was van 1990 tot 1992 minister in de regering van Konstantinos Mitsotakis. Verder was Theodorakis een bekend sympathisant van de Communistische Partij van Griekenland (KKE).

## Muziek

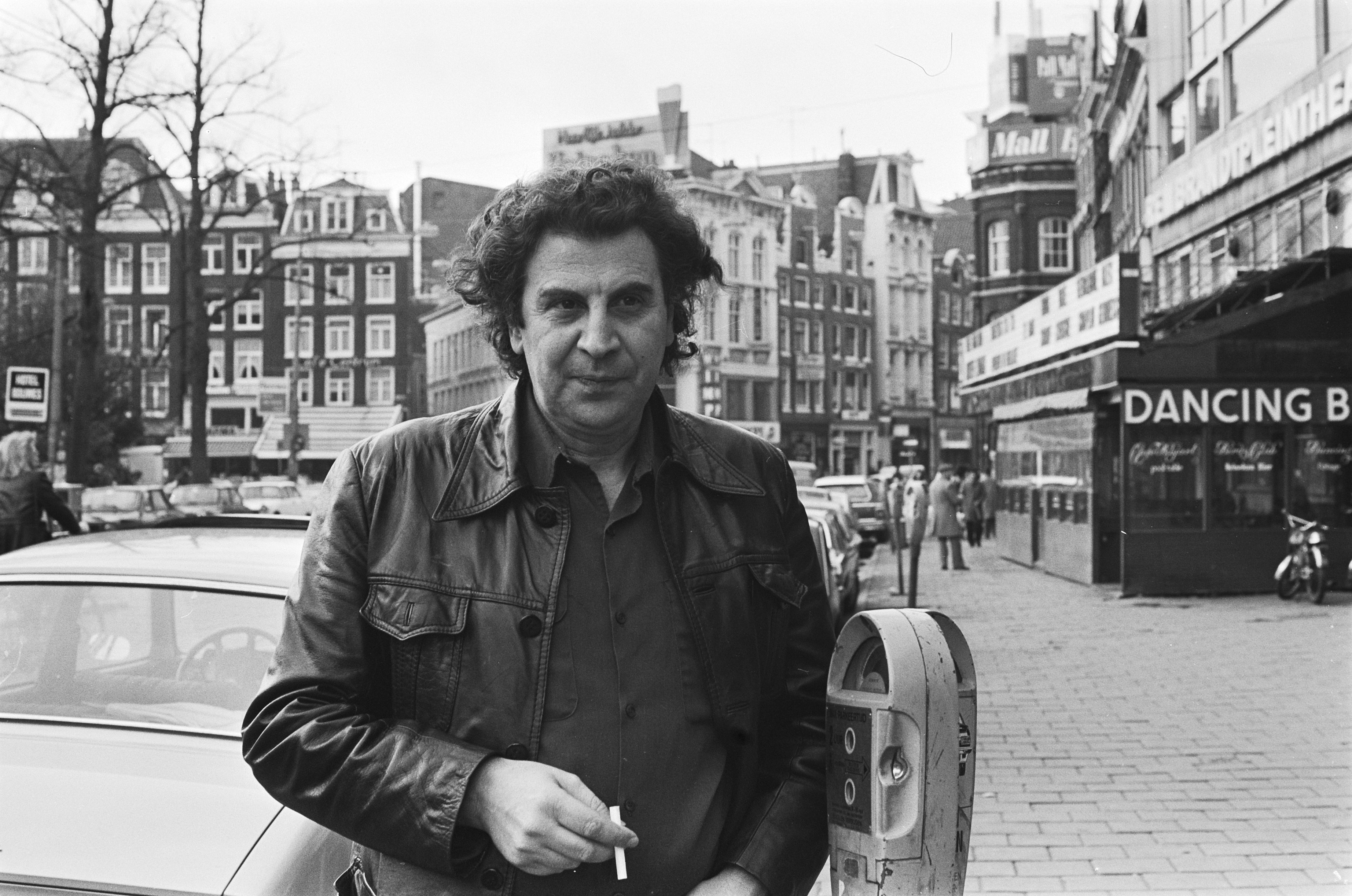
Theodorakis in Amsterdam (1978)

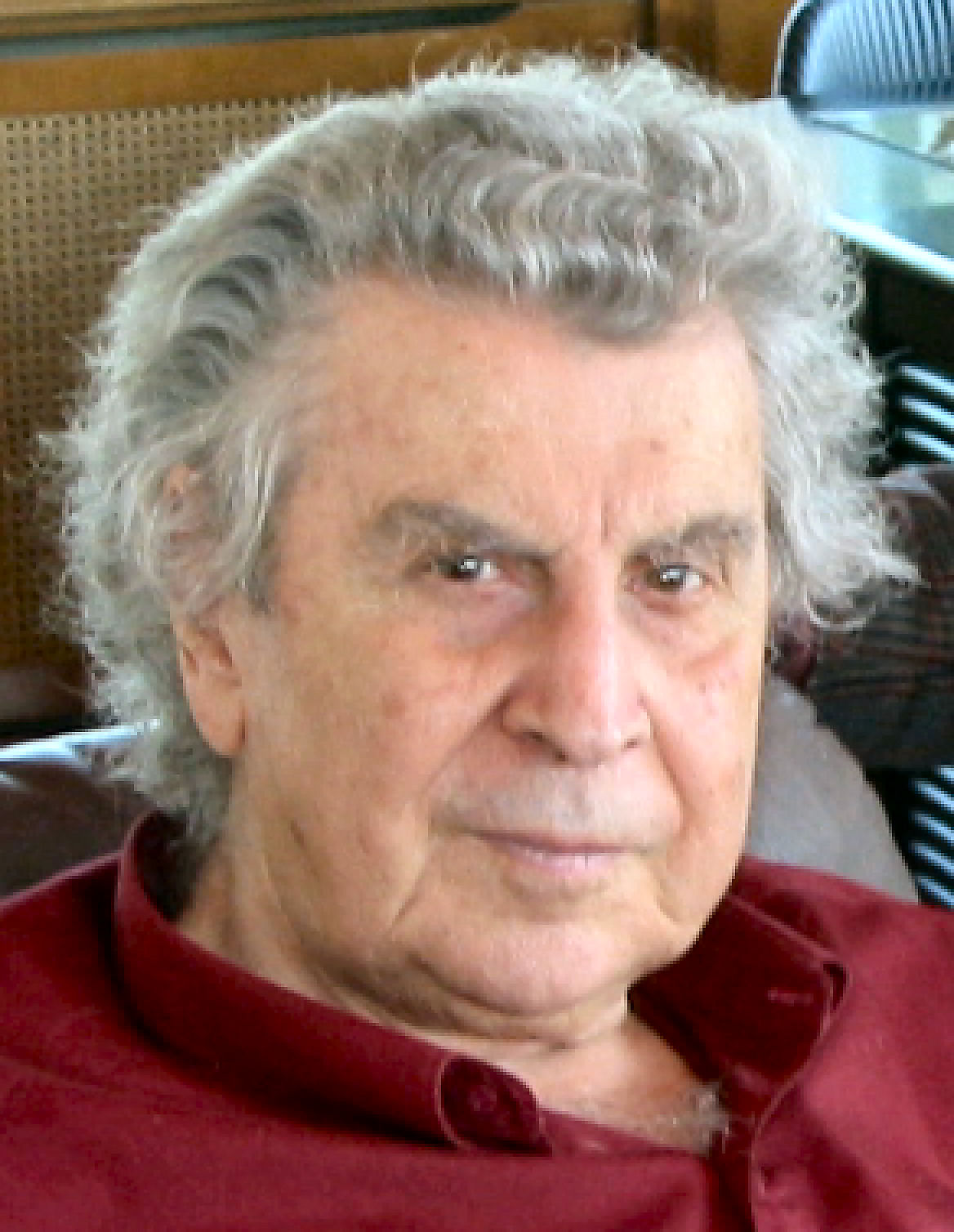
Theodorakis in 2004

Theodorakis componeerde al zeer vroeg, zijn vroegste werk stamt van voor de tijd dat hij een instrument kon spelen, hij vormde een koor en gaf zijn eerste concert in zijn zeventiende levensjaar. Hij studeerde eerst muziek aan het conservatorium van Athene en daarna dat van Parijs. Hij studeerde muziekanalyse onder Olivier Messiaen en directie onder Eugene Bigot. Zijn werk werd vanaf het begin enorm gewaardeerd.
Met zijn terugkeer naar de Griekse muziek, begon een renaissance in de Griekse muziek. Nog steeds geldt de samenwerking met Maria Farantouri als het beste wat de Griekse muziek te bieden heeft. Theodorakis heeft veel muziek geschreven, symfonische muziek, opera, ballet, liederen, cantates en oratoria en filmmuziek. In de laatste categorie componeerde hij het nummer La danse de Zorba voor de film Zorba de Griek. Het werd een van de grootste Top 40-hits aller tijden.
In 2007 ontving hij de Lifetime Achievement Award voor zijn volledige oeuvre in het World Soundtrack Awards-gala op het Internationaal Filmfestival van Vlaanderen-Gent.
Vanaf 1980 hield Theodorakis zich hoofdzakelijk met klassieke muziek – onder andere 5 opera's, requiem, 5 symfonieën – bezig, maar het componeren van liedcycli gaf hij niet helemaal op. Zo componeerde hij in 2006 de liederencyclus "Odysseia", die in 2007 in een vertolking van Maria Farantouri bij het Griekse label Legend verscheen.
Voor de openingsceremonie van de Olympische Spelen in China in 2008 componeerde hij een rapsodie voor trompet en orkest, na al eerder een rapsodie voor cello en orkest en een voor gitaar en orkest gecomponeerd te hebben.
Hij overleed in september 2021 op 96-jarige leeftijd.

### Opera's
- 1984-85: Kostas Karyotakis (The Metamorphosis of Dionysos)
- 1988-90: Medea
- 1992-93: Elektra
- 1995-96: Antigone
- 1999-01: Lysistrata

## Theodorakis' werk in het Nederlands

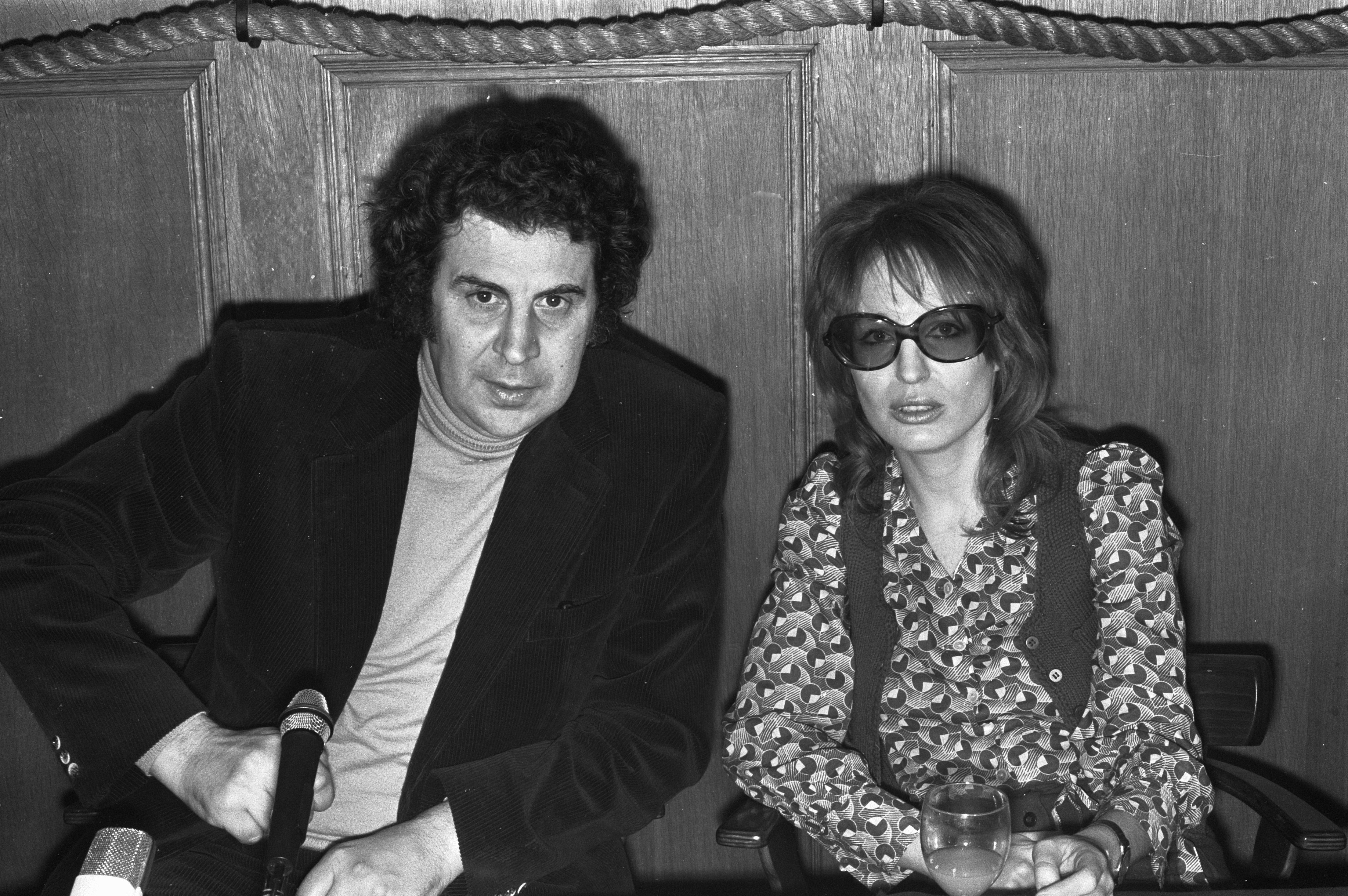
Theodorakis met Liesbeth List (1972)

Tijdens een bezoek aan Nederland in 1966 bezocht Theodorakis, meegenomen door Nico Scheepmaker, in Scheveningen een voorstelling van het cabaret Shaffy Chantant, waar hij kennismaakte met Liesbeth List, hetgeen resulteerde in een samenwerking. Op de elpee Liesbeth List zingt Theodorakis, die in 1967 uitkwam, zong Liesbeth List composities van Theodorakis met teksten uit de "Mauthausen Cyclus" van de Griekse Holocaust-overlevende Iakovos Kambanellis in een (omstreden) bewerking van Lennaert Nijgh, en teksten van de Ierse nationalist Brendan Behan over de Ierse Onafhankelijkheidsoorlog in vertaling van Cees Nooteboom. Een uit 1968 daterende radio-opname van de Ballade van Mauthausen met Liesbeth List en het Trio Louis van Dijk en hoboïst Han de Vries, met door Ton Lutz gesproken verbindende teksten dook in 2011 op in de cd-box Han de Vries - The Radio Recordings die bij gelegenheid van de 70ste verjaardag van De Vries werd gepresenteerd.

## Vertalingen in het Nederlands (boeken en muziek)
- Mikis Theodorakis: Verzetsdagboek. Vert. door Henny Scheepmaker. Amsterdam, De Bezige Bij, 1974. ISBN 90-234-1501-9
- Mikis Theodorakis: Zang van gevangenschap en bevrijding. Vert. uit het Grieks door Frans van Hasselt. Bevat: Ballade van Mauthausen, Romiosìni, Oproep aan de wereld. Hilversum, KRO, 1967. Geen ISBN
- Mikis Theodorakis: Mauthausen. [Samengest. door Hero Hokwerda]. Amsterdam, Het Griekse Eiland, 1986. Geen ISBN
- Liesbeth List zingt Theodorakis. LP, Philips 844 039 PY, 1967. (CD-uitgave 1988, Philips 834 912-2)

- Bibsys: 90241016
- Biblioteca Nacional de Chile: 000609756
- Biblioteca Nacional de España: XX1126280
- Bibliothèque nationale de France: cb139003797 (data)
- Catàleg d'autoritats de noms i títols de Catalunya: 981058615508706706
- CiNii: DA05553743
- Gemeinsame Normdatei: 118756788
- International Standard Name Identifier: 0000 0001 2096 2192
- Library of Congress Control Number: n50027120
- Nationale Bibliotheek van Letland: 000067789
- MusicBrainz: 83970769-d8ea-434b-8734-88899213c922
- Bibliotheek van het Japanse parlement: 00458552
- Nationale Bibliotheek van Tsjechië: xx0026269
- Nationale bibliotheek van Australië: 36549132
- Nationale Bibliotheek van Israël: 987007278251805171
- Nationale Bibliotheek van Polen: a0000002264561
- Nationale en Universitaire bibliotheek Zagreb: 000062965
- Nederlandse Thesaurus van Auteursnamen: 070096376
- Istituto Centrale per il Catalogo Unico: DDSV000481
- LIBRIS: 199896
- Système universitaire de documentation: 027159116
- Trove: 1286364
- Virtual International Authority File: 59271034
- WorldCat: E39PBJmhJBhBJFQJCcKrpXkbh3